# Коньон, Фредерик Теннисон
Фре́дерик Те́ннисон Коньо́н (англ. Frederick Tennyson Congdon, 16 ноября 1858 года, Аннаполис, Новая Шотландия — 13 марта 1932 года, Оттава) — юрист, политик, пятый комиссар Юкона. Несмотря на то что, Конгдон был хорошим оратором и организатором, его пребывание на посту комиссара Юкона характеризуется коррупцией и противоречиями..
Коньон окончил Торонтский университет в 1883 году, после чего изучал законы в палате Иннер-Тэмпл в Лондоне, Великобритания. Писал для газеты "Halifax Morning Chronicle" в 1885-1887 годах.
Разделяя либеральные взгляды работал в совете Юкона пока не был назначен комиссаром территории в 1903 году. Через год ушел со своего поста чтобы баллотироваться в канадский парламент от Юкона после перехода Джеймса Гамильтона Росса в сенат, но проиграл выборы. Коньон выиграл следующие выборы в октябре 1908 года и заседал в парламенте два года. Все последующие выборы были неудачны, включая выборы 1917 года, где Коньон получил большинство голосов гражданских лиц, но потерял лидерство, после добавления голосов военных. В общей сложности был кандидатом на место в канадском парламенте шесть раз. Член либеральной партии Канады с 1904 года.
После неудачи на выборах 1921 года был юристом в Торонто.